# Eukiefferiella lobifera
Eukiefferiella lobifera är en tvåvingeart som beskrevs av Maurice Emile Marie Goetghebuer 1934. Eukiefferiella lobifera ingår i släktet Eukiefferiella och familjen fjädermyggor. Arten är reproducerande i Sverige. Inga underarter finns listade i Catalogue of Life.